# MASwings

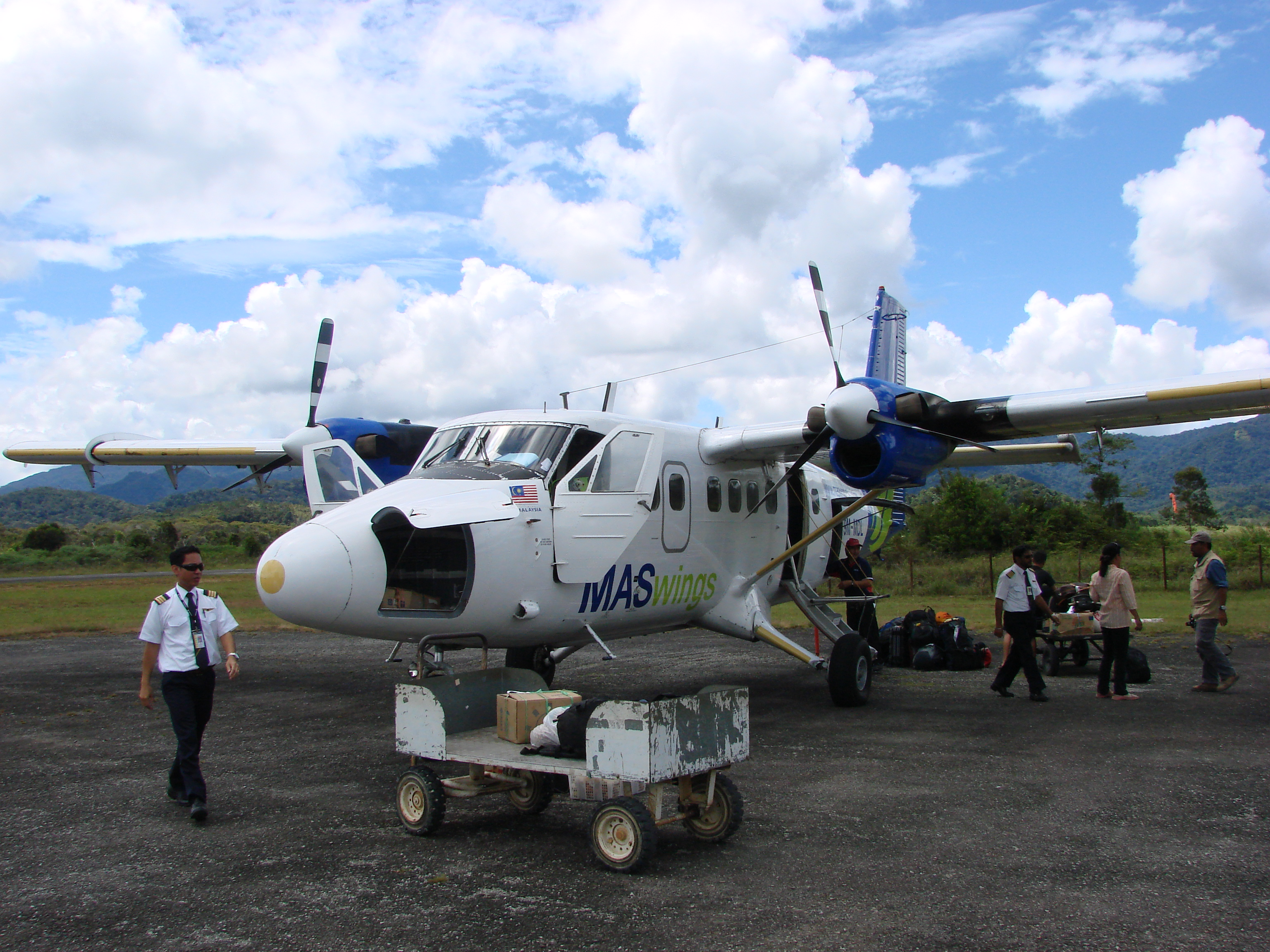
Twin Otter авіакомпанії MASwings в аеропорту Баріо

MASwings Sdn. Berhad, що діє як MASwings, — регіональна авіакомпанія Малайзії зі штаб-квартирою в аеропорт міста Мірі (Саравак), повністю належить національному державному авіаперевізнику Malaysia Airlines.
Головним транзитним вузлом (хабом) авіакомпанії є Міжнародний аеропорт Мірі, в ролі додаткових хабів використовуються Міжнародний аеропорт Кота-Кінабалу і Міжнародний аеропорт Кучінг. Основна частина маршрутній мережі авіакомпанії зосереджена на пунктах призначення у східній частині Малайзії.
Перший регулярний рейс MASwings було виконано 1 жовтня 2007 року в ювілейний рік національного перевізника Malaysia Airlines.

## Флот
Станом на 6 лютого 2011 року повітряний флот авіакомпанії MASwings становили такі літаки:
| Тип літака                           | В експлуатації | Замовлено | Опціон | Пасажирських місць | Примітки                                                    |
| De Havilland Canada DHC-6 Twin Otter | 4              | 0         | 0      | 19                 | 1 літак (9M-MDN) списаний після грубої посадки в Бакелалане |
| ATR 72-500                           | 10             | 0         | 0      | 68                 |                                                             |

9 листопада 2007 року авіакомпанія повідомила про підписання Malaysia Airlines угоди на постачання семи літаків ATR 72-500 (три з яких виділено у опціон), призначених для розширення маршрутної мережі в Східній частині Малайзії. Перший лайнер надійшов у розпорядження перевізника в 2008 році, решта шість — у 2009-му і три літаки за опціоном були поставлені в MASwings в 2010 році.

## Маршрутна мережа

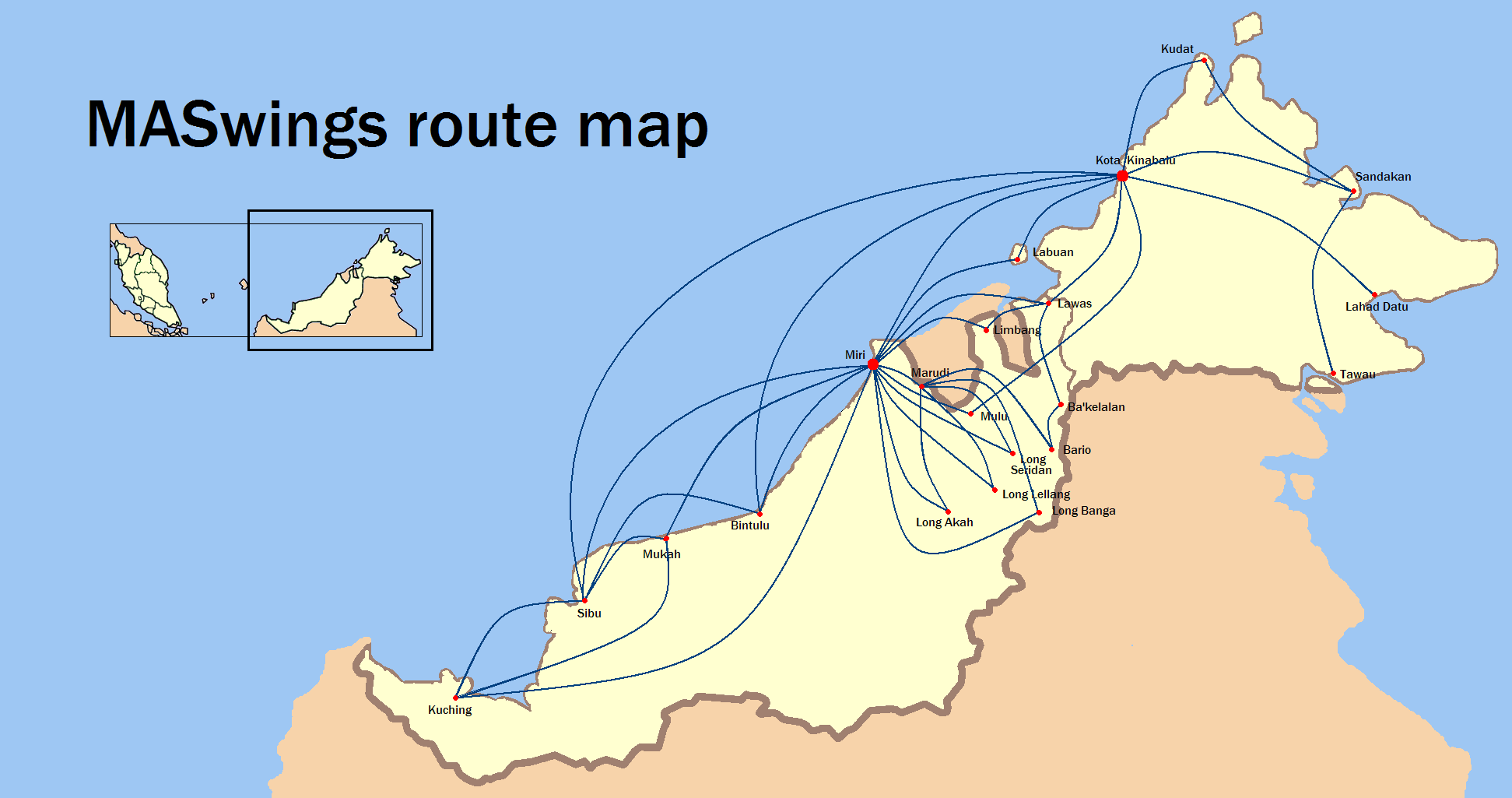
Карта маршрутній мережі авіакомпанії MASwings

- Малайзія
  - Лабуан — Аеропорт Лабуан
  - Кота-Кінабалу — Міжнародний аеропорт Кота-Кінабалу
  - Кудат — Аеропорт Кудат
  - Лахад Дату — Аеропорт Лахад Дату
  - Сандакан — Аеропорт Сандакан
  - Тавау — Аеропорт Тавау
  - Бакелалан — Аеропорт Бакелалан
  - Баріо — Аеропорт Баріо
  - Бінтулу — Аеропорт Бінтулу

- - Кучінг — Міжнародний аеропорт Кучінг
  - Лавас — Аеропорт Лавас
  - Лімбанг — Аеропорт Лімбанг
  - Лонг-Аках — Аеропорт Лонг-Аках
  - Лонг-Банга — Аеропорт Лонг-Банга
  - Лонг-Лелланг — Аеропорт Лонг-Лелланг
  - Лонг-Серідан — Аеропорт Лонг-Серідан
  - Маруда — Аеропорт Маруда
  - Мірі — Міжнародний аеропорт Мірі хаб
  - Муках — Аеропорт Муках
  - Мулу — Аеропорт Мулу
  - Сібу — Аеропорт Сібу
  - Сарікеї — Аеропорт Сарікеї
- Бруней
  - Бандар-Сері-Бегаван — Міжнародний аеропорт Брунею
- Індонезія
  - Понтіанак — Аеропорт Супадио (маршрут на стадії затвердження).

## Авіаподії і нещасні випадки
- 13 вересня 2008 року. Рейс 3540 Мірі — Бакелалан з проміжною посадкою в Лавасі, літак De Havilland Canada DHC-6 Twin Otter (реєстраційний номер 9M-MDN). При заході на посадку в кінцевому аеропорту призначення лайнер приземлився на рисовому полі в 10 метрах від злітно-посадковій смузі і, проїхавши 768 метрів по полю, практично розвалився на частини. На борту літака перебувало 12 пасажирів і 2 члени екіпажу, всі залишилися в живих[5].